# Clinophosinaite
La clinophosinaite è un minerale.